# From the Cradle
A From the Cradle a brit gitáros-énekes dalszerző Eric Clapton 1994-ben kiadott nagylemeze. Az album 1994. szeptember 13-án jelent meg. Az album a nagyon sikeres, élő Unplugged lemezt követte. A lemez majdnem teljes egésze élő stúdió felvétel, ami annyit jelent, hogy a dalokat nem sávonként eltérő időben vették fel, hanem egyszerre és a How Long Blues-ban hallható slide gitár, illetve a Motherless Child című dalban a dob kivételével nem tartalmaz utólag hozzákevert hangsávokat. Clapton munkássága elválaszthatatlan a bluestól, de ez az első, teljes egészében blues zenei anyagot tartalmazó lemeze.

## Az album dalai
| 1.    | Blues Before Sunrise                    | Leroy Carr                                  |  | 2:58 |
| 2.    | Third Degree                            | Eddie Boyd, Willie Dixon                    |  | 5:07 |
| 3.    | Reconsider Baby                         | Lowell Fulson                               |  | 3:20 |
| 4.    | Hoochie Coochie Man                     | Willie Dixon                                |  | 3:16 |
| 5.    | Five Long Years                         | Eddie Boyd                                  |  | 4:47 |
| 6.    | I'm Tore Down                           | Sonny Thompson                              |  | 3:02 |
| 7.    | How Long Blues                          | Leroy Carr                                  |  | 3:09 |
| 8.    | Goin' Away Baby                         | James A. Lane                               |  | 4:00 |
| 9.    | Blues Leave Me Alone                    | James A. Lane                               |  | 3:36 |
| 10.   | Sinner's Prayer                         | Lowell Glenn, Lowell Fulson                 |  | 3:20 |
| 11.   | Motherless Child                        | Robert Hicks                                |  | 2:57 |
| 12.   | It Hurts Me Too                         | Tampa Red                                   |  | 3:17 |
| 13.   | Someday After a While (You'll Be Sorry) | Freddie King, Sonny Thompson                |  | 4:27 |
| 14.   | Standin' Round Crying                   | McKinley Morganfield                        |  | 3:39 |
| 15.   | Driftin'                                | Charles Brown, Johnny Moore, Eddie Williams |  | 3:10 |
| 16.   | Groaning the Blues                      | Willie Dixon                                |  | 6:05 |
| 60:10 |                                         |                                             |  |      |

## Közreműködők
Az alábbi közreműködők segítségével készült az album:
- Eric Clapton – ének, gitár
- Dave Bronze – basszusgitár
- Jim Keltner – dob
- Andy Fairweather-Low – gitár
- Jerry Portnoy – szájharmonika
- Chris Stainton – billentyűs hangszerek
- Roddy Lorimer – trombita
- Simon Clarke – baritonszaxofon
- Tim Sanders – tenorszaxofon
- Richie Hayward – ütőhangszerek a How Long Blues című számban

## Fordítás
Ez a szócikk részben vagy egészben  a   From the Cradle című angol Wikipédia-szócikk ezen változatának fordításán alapul.  Az eredeti cikk szerkesztőit annak laptörténete sorolja fel. Ez a jelzés csupán a megfogalmazás eredetét és a szerzői jogokat jelzi, nem szolgál a cikkben szereplő információk forrásmegjelöléseként.